# Tom's verlustfreier Audiokompressor

Le Codec TAK (Tom’s verlustfreier Audiokompressor, signifiant en allemand, compresseur audio sans perte de Tom est un format de compression audio sans perte dont le but est d'atteindre des performances de compression similaires au Monkey's Audio “High” et des vitesses de décompression similaires au format FLAC.